# Ochavo (Münze)

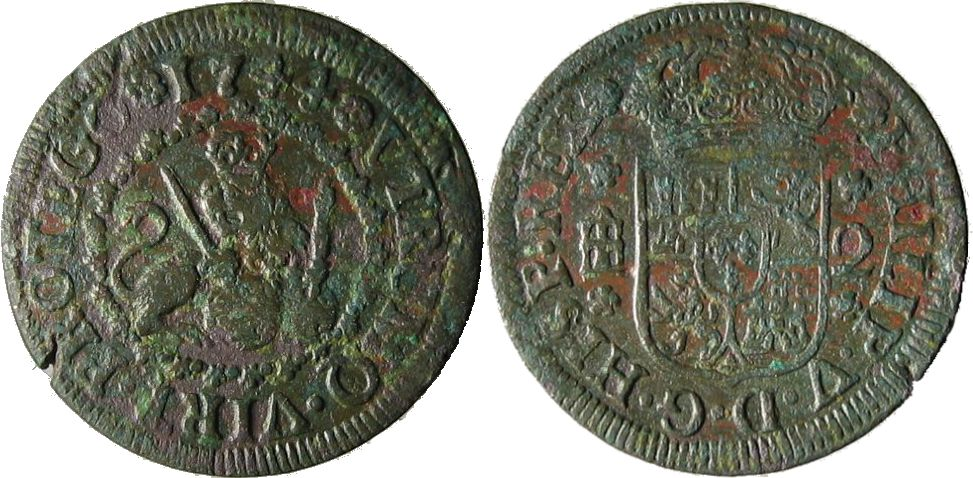
Ochavo 1744

Ochavo ist eine Bezeichnung für eine alte spanische Kupfermünze. 
Er wog ein Achtel, daher der Name Ochavo, einer Unze und hatte einen Wert von zwei Maravedís und wurde ursprünglich Anfang des 17. Jahrhunderts in der Zeit des Königs Philipp V. geprägt und danach als Währung bis zur Mitte des 19. Jahrhunderts beibehalten. Die Münze hat einen Silberanteil von 75 granos entsprechend 359 Milligramm.